# Den store Flyver
Den store Flyver også kendt som Ædel Daad er en dansk stum romantisk dramafilm fra 1911 produceret af Nordisk Films Kompagni instrueret af Urban Gad efter manuskript af Christian Nobel, der tidligere havde skrevet manus til en anden flyverfilm fra Nordisk, En Lektion. Filmen har i hovedrollerne Poul Reumert og Christel Holch.
Filmen, der indeholder flere flyvescener optaget på Kløvermarken, havde dansk premiere den 14. december 1911 i Kosmorama i København. Filmen blev distribueret i flere lande; tysktalende lande som Edelmut, i engelsktalende lande som The Aviator's Generosity og i fransktalende lande som Généreuse Action.
Filmen indgår i Library of Congress' filmsamling.

## Handling
Flyveren Arthur Vidart har meget gæld og er kommet i kløerne på en ågerkarl. Han kan betale denne, såfremt han vinder den for en højdeflyvning udsatte præmie på 5000 kr. Vidart har også en søster, Else, og Vidarts konkurrent til højdeflyvningen, Jean Aubert, er meget forelsket i hende. Else overtaler Aubert til at lade Vidart vinde og alt ender godt: Vidart får præmien og Aubert får hans søster.

## Medvirkende
- Poul Reumert, som flyveren Arthur Vidart
- Christel Holch, som Else, Arthurs søster
- Einar Zangenberg, som Jean Aubert
- William Bewer, som "menneskevennen" Pehrsson
- Ellen Kornbeck, som Lydia, Jeans forhenværende veninde
- Emilie Sannom
- Rigmor Jerichau